# 似裸臀鯙
似裸臀鯙，又稱輻鰭魚綱鰻鱺目鯙亞目鯙科的其中一種，分布於西大西洋區，從美國佛羅里達州南部至巴西南部海域，棲息深度可達200公尺，體長可達20公分，棲息在深水礁坡，為底棲性魚類，屬肉食性，生活習性不明。

## 擴展閱讀
維基物種上的相關：似裸臀鯙